# Klaus an der Pyhrnbahn
Klaus an der Pyhrnbahn osztrák község Felső-Ausztria Kirchdorf an der Krems-i járásában. 2019 januárjában 1051 lakosa volt. 

## Elhelyezkedése

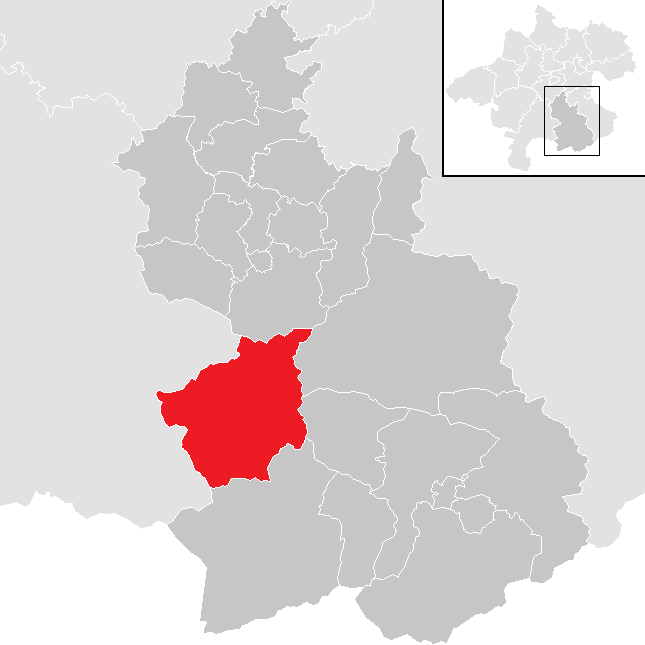
Klaus an der Pyhrnbahn a Kirchdorf an der Krems-i járásban

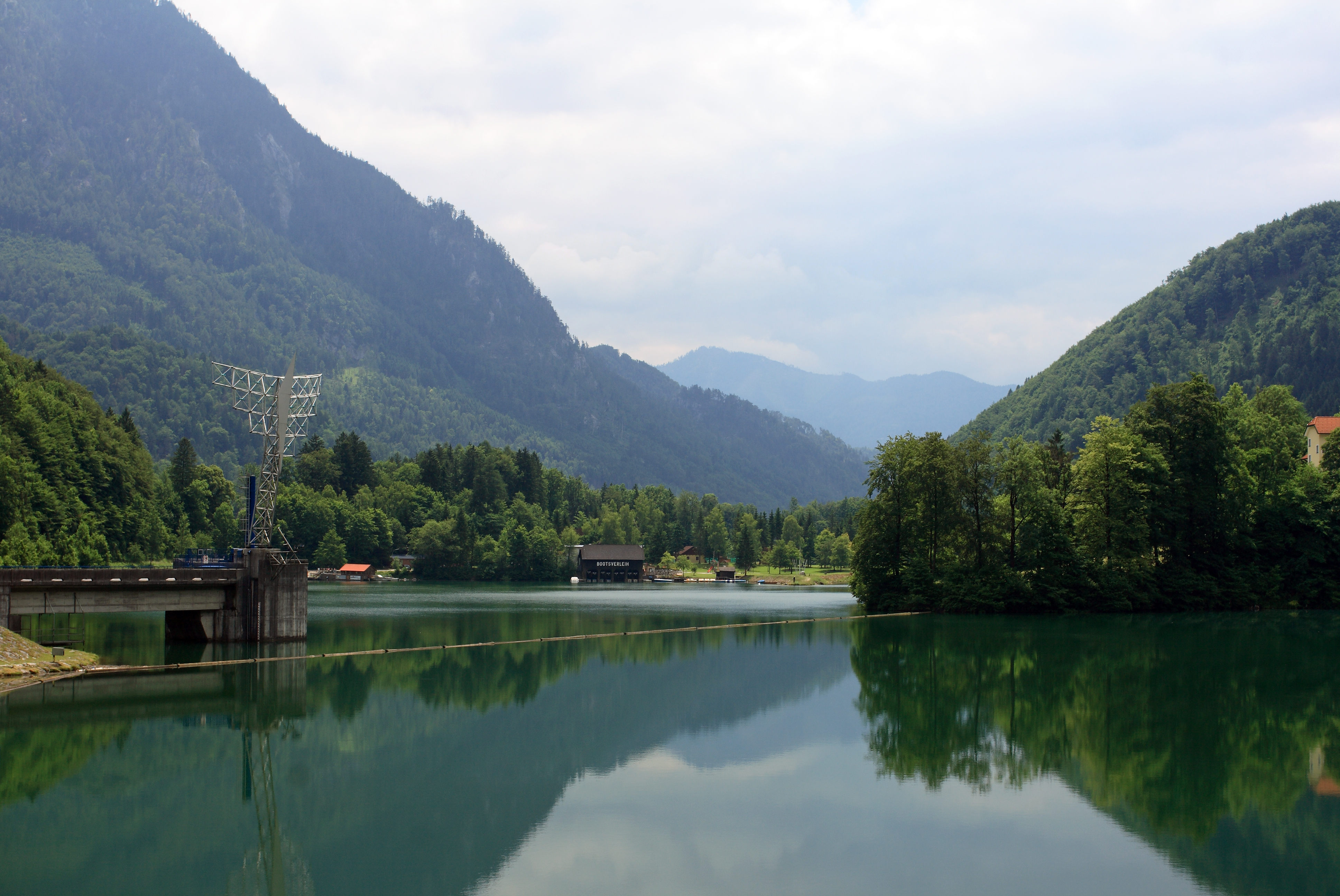
A klausi víztározó

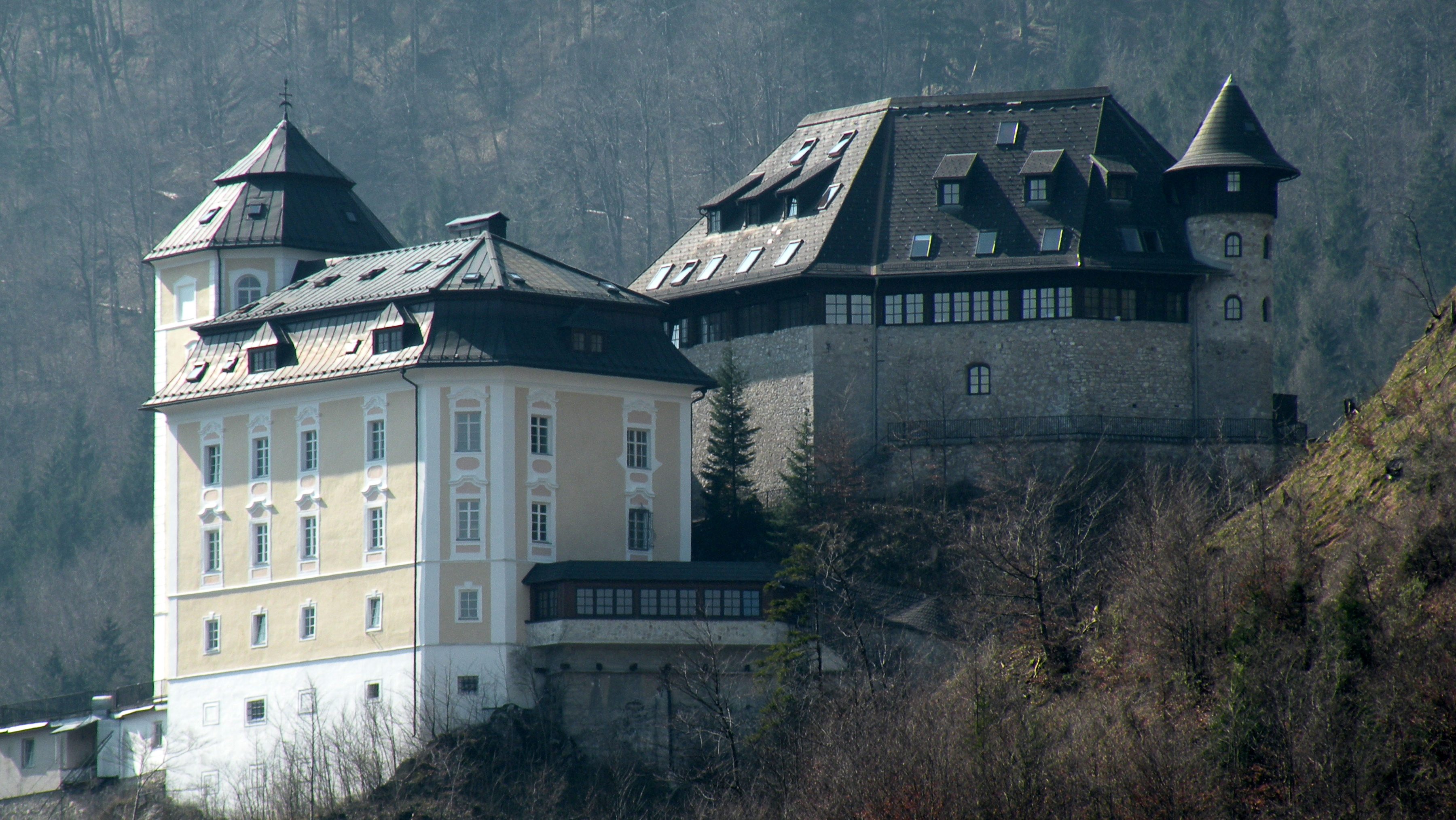
A klausi kastély és vár

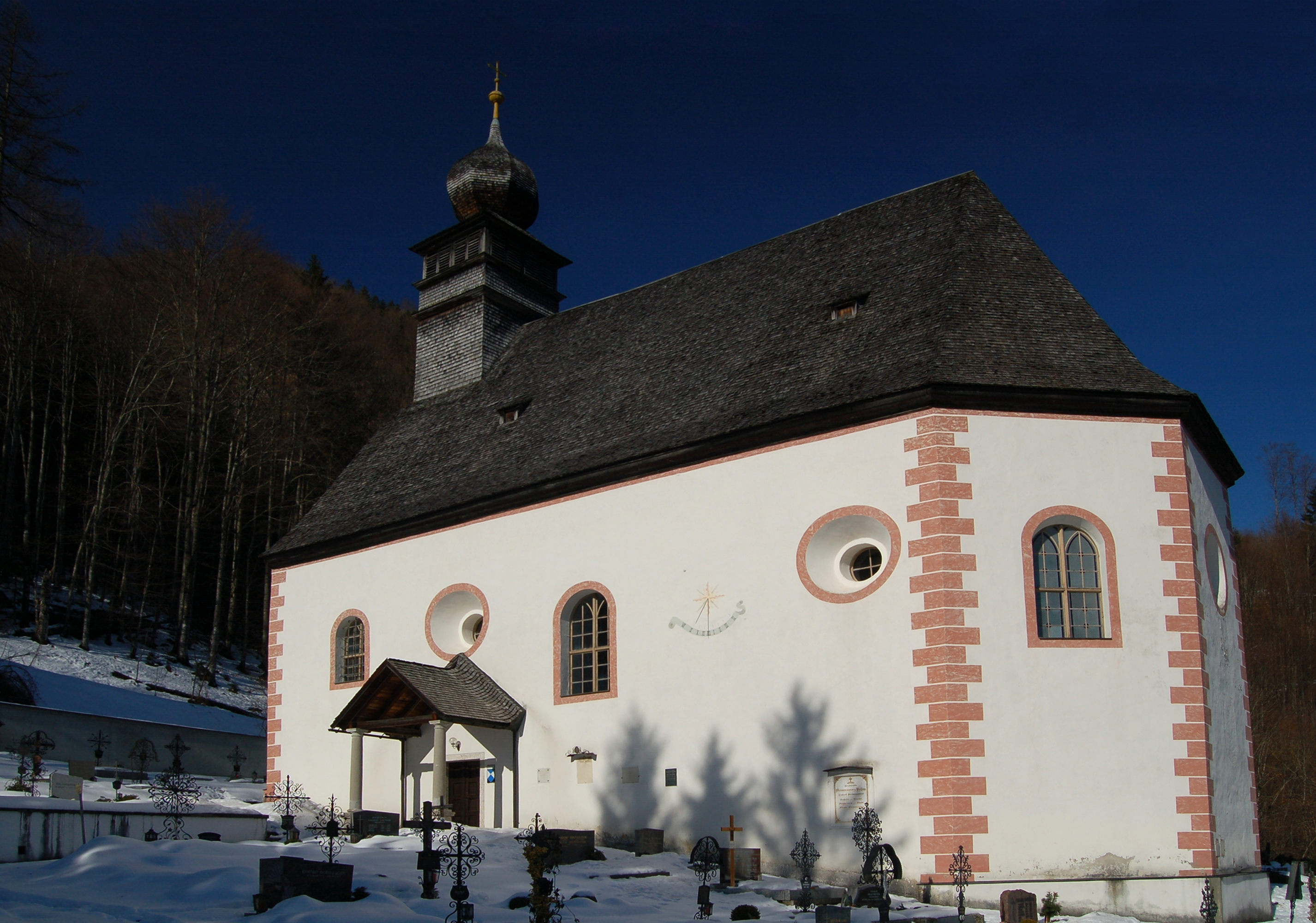
A hegyi templom

Klaus an der Pyhrnbahn Felső-Ausztria Traunviertel régiójában fekszik a Steyr folyó mentén; ennek felduzzasztásával alakult ki a 7 km hosszú Klausi-víztározó, amely egy 19,6 MW-os vízierőművet működtet. Területének 80,9%-a erdő és 6,6% áll mezőgazdasági művelés alatt. Az önkormányzat 3 településrészt, illetve falut egyesít: Klaus an der Pyhrnbahn (450 lakos 2019-ben), Kniewas (38) és Steyrling (563). 
A környező önkormányzatok: északra Micheldorf in Oberösterreich, északkeletre Molln, délkeletre Sankt Pankraz, délre Hinterstoder, nyugatra Grünau.

## Története
A Steyr-melléki erdős hegyvidék a bronzkortól kezdve lakott volt, bár csak igen ritkásan. A folyó völgyében az ókorban római út vezetett, melynek maradványai néhol ma is láthatóak. Klaus területe eredetileg Bajorország keleti határvidékéhez tartozott, a 12. században került az Osztrák Hercegséghez. Első, viszonylag bizonytalan datálású említése 1175-ből vagy 1178-ból származik, amikor egy bizonyos Udalschalk von Klaus volt a kapitánya a stájer őrgrófok klausi várának. Egy 1192-es oklevél már a Babenbergek tulajdonaként említi a várat. A települést 1490-ben az Ennsen túli Ausztria hercegségéhez sorolták. A napóleoni háborúk során több alkalommal megszállták. 1918-tól Klaus Felső-Ausztria tartomány része. Miután a Német Birodalom 1938-ban annektálta Ausztriát, az Oberdonaui gauba osztották be, majd a második világháború után visszakerült Felső-Ausztriához.
A klausi vízierőművet 1973-ban kezdték építeni és 1975-ben kezdte meg működését. 

## Lakosság
A Klaus an der Pyhrnbahn-i önkormányzat területén 2019 januárjában 1051 fő élt. A lakosságszám a csúcspontját 1951-ben érte el 1526 fővel, azóta többé-kevésbé csökkenő tendenciát mutat. 2017-ben a helybeliek 89,1%-a volt osztrák állampolgár; a külföldiek közül 5,9% a régi (2004 előtti), 2,5% az új EU-tagállamokból érkezett. 0,6% a volt Jugoszlávia (Szlovénia és Horvátország nélkül) vagy Törökország, 1,9% egyéb országok polgára volt. 2001-ben a lakosok 80,7%-a római katolikusnak, 7,7% evangélikusnak, 3,1% mohamedánnak, 6,1% pedig felekezeten kívülinek vallotta magát. Ugyanekkor 2 magyar élt a községben; a legnagyobb nemzetiségi csoportokat a német (94,7%) mellett a horvátok (1,5%) és a bosnyákok (1%) alkották.
A lakosság számának változása:

| 2016 | 1 079 |
| 2018 | 1 063 |

## Látnivalók
- a klausi vár és kastély. A várat 1175-ben említik először, a közvetlenül mellette fekvő kastélyt 1578-ban építtette Ulrich von Storch; 1758-ban barokk stílusban átépítették.
- A Szeplőtelen fogantatás-plébániatemplom
- az ún. hegyi templom, a Keresztelő Szt. Jánosnak szentelt volt plébániatemplom 1618-ban épült a protestánsok részére, 1674 óta a katolikusoké
- steyrlingi vasúti viadukt

## Fordítás
- Ez a szócikk részben vagy egészben  a   Klaus an der Pyhrnbahn című német Wikipédia-szócikk ezen változatának fordításán alapul.  Az eredeti cikk szerkesztőit annak laptörténete sorolja fel. Ez a jelzés csupán a megfogalmazás eredetét és a szerzői jogokat jelzi, nem szolgál a cikkben szereplő információk forrásmegjelöléseként.